# 부산광역시의회
부산광역시의회(釜山廣域市議會)는 부산광역시에 제출된 의견이나 법안을 처리하기 위해 설치된 의회이다.

## 조직

### 의장단
- 의장
- 부의장 2명

#### 역대 의장단
| 대수 | 대수   | 이름   | 정당         | 임기                              | 부의장/정당                       | 부의장/정당                       |
| ---- | ------ | ------ | ------------ | --------------------------------- | --------------------------------- | --------------------------------- |
| 초대 | 초대   | 우병택 | 민주자유당   | 1991년 7월 8일 - 1995년 6월 30일  | 김화섭/민주자유당                 | 도종이/민주자유당                 |
| 2대  | 전반기 | 도종이 | 민주자유당   | 1995년 7월 10일 - 1997년 4월 7일  | 배상도/민주자유당                 | 권영적/민주자유당                 |
| 2대  | 후반기 | 이종만 | 신한국당     | 1997년 4월 8일 - 1998년 6월 30일  | 배상도/민주자유당                 | 권영적/민주자유당                 |
| 3대  | 전반기 | 권영적 | 한나라당     | 1998년 7월 9일 - 2000년 7월 8일   | 황수택/한나라당                   | 김옥수/한나라당                   |
| 3대  | 후반기 | 권영적 | 한나라당     | 2000년 7월 9일 - 2002년 6월 30일  | 조길우/한나라당                   | 이영/한나라당                     |
| 4대  | 전반기 | 이영   | 한나라당     | 2002년 7월 9일 - 2004년 2월 14일  | 배학철/한나라당                   | 김영주/한나라당                   |
| 4대  | 전반기 | 조길우 | 한나라당     | 2004년 2월 20일 - 2004년 7월 8일  | 배학철/한나라당                   | 제종모/한나라당                   |
| 4대  | 후반기 | 조길우 | 한나라당     | 2004년 7월 9일 - 2006년 6월 30일  | 김영주/한나라당                   | 제종모/한나라당                   |
| 5대  | 전반기 | 조길우 | 한나라당     | 2006년 7월 5일 - 2008년 7월 4일   | 박삼석/한나라당                   | 조양환/한나라당 김유환/한나라당   |
| 5대  | 후반기 | 제종모 | 한나라당     | 2008년 7월 5일 - 2010년 6월 30일  | 홍성률/한나라당                   | 김석조/한나라당                   |
| 6대  | 전반기 | 제종모 | 한나라당     | 2010년 7월 6일 - 2012년 6월 30일  | 백종헌/한나라당                   | 김석조/한나라당                   |
| 6대  | 후반기 | 김석조 | 새누리당     | 2012년 7월 3일 - 2014년 6월 30일  | 백종헌/한나라당                   | 이해동/새누리당                   |
| 7대  | 전반기 | 이해동 | 새누리당     | 2014년 7월 8일 - 2016년 7월 7일   | 권칠우/새누리당                   | 손상용/새누리당                   |
| 7대  | 후반기 | 백종헌 | 새누리당     | 2016년 7월 8일 - 2018년 6월 30일  | 김영욱/새누리당 권칠우/자유한국당 | 강성태/새누리당 전봉민/자유한국당 |
| 8대  | 전반기 | 박인영 | 더불어민주당 | 2018년 7월 10일 - 2020년 6월 30일 | 이성숙/더불어민주당               | 김진홍/자유한국당                 |
| 8대  | 후반기 | 신상해 | 더불어민주당 | 2020년 7월 1일 - 2022년 6월 30일  | 이동호/더불어민주당               | 최도석/미래통합당                 |
| 9대  | 전반기 | 안성민 | 국민의힘     | 2022년 7월 5일 - 2024년 6월 30일  | 박중묵/국민의힘                   | 이대석/국민의힘                   |
| 9대  | 후반기 | 안성민 | 국민의힘     | 2024년 7월 1일 -                  | 이대석/국민의힘                   | 이종환/국민의힘                   |

### 위원회
상임위원회
- 운영위원회
- 기획행정위원회
- 경제문화위원회
- 복지환경위원회
- 해양교통위원회
- 도시안전위원회
- 교육위원회

특별위원회
- 예산결산특별위원회
- 윤리특별위원회

### 사무기구
사무처
- 총무담당관실[2]
- 의사담당관실[2]
- 홍보담당관실[2]
- 입법정책담당관실[2]
- 전문위원

## 역대 부산광역시의회의원 선거 결과

### 제1대 부산직할시의회
1991년 6월 20일에 실시된 1991년 대한민국 지방 선거를 통해 51명의 제1대 부산직할시의원이 선출되었다.
| 정당 | 정당       | 합계 |
| ---- | ---------- | ---- |
|      | 민주자유당 | 50   |
|      | 민주당     | 1    |

### 제2대 부산광역시의회
1995년 6월 27일에 실시된 제1회 전국동시지방선거를 통해 61명의 제2대 부산광역시의원이 선출되었다. 본 선거를 통해 지역구 의원 55명과 비례대표 의원 6명이 선출되었다.
| 정당 | 정당       | 지역구 | 비례대표 | 합계 |
| ---- | ---------- | ------ | -------- | ---- |
|      | 민주자유당 | 50     | 4        | 54   |
|      | 민주당     | 0      | 2        | 2    |
|      | 무소속     | 5      | -        | 5    |

|  | 55.7% |

|  | 13.3% |

|  | 0.2% |

|  | 30.9% |

### 제3대 부산광역시의회
1998년 6월 4일에 실시된 제2회 전국동시지방선거를 통해 49명의 제3대 부산광역시의원이 선출되었다. 본 선거를 통해 지역구 의원 44명과 비례대표 의원 5명이 선출되었다.
| 정당 | 정당           | 지역구 | 비례대표 | 합계 |
| ---- | -------------- | ------ | -------- | ---- |
|      | 한나라당       | 43     | 3        | 46   |
|      | 새정치국민회의 | 0      | 2        | 2    |
|      | 자유민주연합   | 1      | 0        | 1    |

|  | 60.6% |

|  | 7.8% |

|  | 3.3% |

|  | 1.9% |

|  | 26.4% |

### 제4대 부산광역시의회
2002년 6월 13일에 실시된 제3회 전국동시지방선거를 통해 44명의 제4대 부산광역시의원이 선출되었다. 본 선거를 통해 지역구 의원 40명과 비례대표 의원 4명이 선출되었다.
| 정당 | 정당         | 지역구 | 비례대표 | 합계 |
| ---- | ------------ | ------ | -------- | ---- |
|      | 한나라당     | 40     | 2        | 42   |
|      | 새천년민주당 | 0      | 1        | 1    |
|      | 민주노동당   | 0      | 1        | 1    |

|  | 71.72% |

|  | 14.05% |

|  | 10.66% |

|  | 2.12% |

|  | 1.42% |

한 정당에 비례대표 2/3 이상을 배분할 수 없다는 공직선거법 조항에 따라 비례대표 4석 중 한나라당에 2석, 새천년민주당에 1석, 민주노동당에 1석이 배분되었다.

### 5대 부산광역시의회
2006년 5월 31일에 실시된 제4회 전국동시지방선거를 통해 47명의 제5대 부산광역시의원이 선출되었다. 본 선거를 통해 지역구 의원 42명과 비례대표 의원 5명이 선출되었다.
| 정당 | 정당       | 지역구 | 비례대표 | 합계 |
| ---- | ---------- | ------ | -------- | ---- |
|      | 한나라당   | 42     | 3        | 45   |
|      | 열린우리당 | 0      | 1        | 1    |
|      | 민주노동당 | 0      | 1        | 1    |

|  | 65.73% |

|  | 19.67% |

|  | 12.58% |

|  | 2.00% |

### 6대 부산광역시의회
2010년 6월 2일에 실시된 제5회 전국동시지방선거를 통해 53명의 제6대 부산광역시의원이 선출되었다. 본 선거를 통해 지역구 의원 42명과 비례대표 의원 5명, 교육의원 6명이 선출되었다.
| 정당 | 정당     | 지역구 | 비례대표 | 합계 |
| ---- | -------- | ------ | -------- | ---- |
|      | 한나라당 | 37     | 3        | 40   |
|      | 민주당   | 0      | 2        | 2    |
|      | 무소속   | 5      | -        | 5    |
|      | 교육의원 | -      | -        | 6    |

|  | 51.73% |

|  | 27.81% |

|  | 8.32% |

|  | 7.69% |

|  | 3.85% |

|  | 0.58% |

### 7대 부산광역시의회
2014년 6월 4일에 실시된 제6회 전국동시지방선거를 통해 47명의 제7대 부산광역시의원이 선출되었다. 본 선거를 통해 지역구 의원 42명과 비례대표 의원 5명이 선출되었다.
| 정당 | 정당           | 지역구 | 비례대표 | 합계 |
| ---- | -------------- | ------ | -------- | ---- |
|      | 새누리당       | 42     | 3        | 45   |
|      | 새정치민주연합 | 0      | 2        | 2    |

|  | 58.14% |

|  | 32.84% |

|  | 4.01% |

|  | 2.86% |

|  | 1.29% |

|  | 0.84% |

### 8대 부산광역시의회
2018년 6월 13일에 실시된 제7회 전국동시지방선거를 통해 47명의 제8대 부산광역시의원이 선출되었다. 본 선거를 통해 지역구 의원 42명과 비례대표 의원 5명이 선출되었다.
| 정당 | 정당         | 지역구 | 비례대표 | 합계 |
| ---- | ------------ | ------ | -------- | ---- |
|      | 더불어민주당 | 38     | 3        | 41   |
|      | 자유한국당   | 4      | 2        | 6    |

|  | 48.81% |

|  | 36.73% |

|  | 6.73% |

|  | 5.44% |

|  | 0.70% |

|  | 0.69% |

|  | 0.44% |

|  | 0.43% |

### 9대 부산광역시의회
2022년 6월 1일에 실시된 제8회 전국동시지방선거를 통해 47명의 제9대 부산광역시의원이 선출되었다. 본 선거를 통해 지역구 의원 42명과 비례대표 의원 5명이 선출되었다.
| 정당 | 정당         | 지역구 | 비례대표 | 합계 |
| ---- | ------------ | ------ | -------- | ---- |
|      | 국민의힘     | 42     | 3        | 45   |
|      | 더불어민주당 | 0      | 2        | 2    |

|  | 63.00% |

|  | 33.38% |

|  | 2.62% |

|  | 0.58% |

|  | 0.29% |

|  | 0.10% |

## 정당별 의석 수
| ↓            |          |  |
| 2            | 45       |  |
| 더불어민주당 | 국민의힘 |  |

### 교섭단체
부산광역시의회는 5석 이상을 확보한 정당, 또는 교섭단체에 속하지 않은 5명의 의원이 교섭단체를 구성할 수 있다.

## 같이 보기
- 부산광역시의회의원 목록
- 부산광역시청